# حجر مدان (العدين)

تعديل مصدري - تعديل

حجر مدان محلة تابعة لقرية سنعات العمارنة، التابعة لعزلة العمارنة بمديرية العدين إحدى مديريات محافظة إب في الجمهورية اليمنية، بلغ تعداد سكانها 101 حسب تعداد اليمن لعام 2004.